# Pontusz
Pontusz pre-olümposzi tengeristen a görög mitológiában. Anyja Gaia, testvére Uranosz.
Gaiával közös gyermeke Phorküsz, Kétó, Thaumasz, Eurübia és Aigaiosz. A telekineket is tőle származtatják. Mikor az olimposziak legyőzték a titánokat, Poszeidón átvette az uralmat a tengerek felett. Izmos felsőtesttel és a fején rákollókkal ábrázolják. Az ő utóda az összes tengeri élőlény (halak, cápák).